# Iglesia de los Sacramentinos
La Iglesia de los Sacramentinos es un templo católico ubicado en la intersección de las calles Arturo Prat y Santa Isabel, en el centro de la ciudad de Santiago, Chile. El edificio fue proyectado por el arquitecto Ricardo Larraín Bravo y la ingeniería y cálculo estuvo a cargo del arquitecto francés Victor Auclair, especialista en hormigón armado. La obra fue terminada en 1934 a cargo del arquitecto Alejandro de la Noi Matamala a quien se le encomendó la realización de todas las terminaciones y ornamentos pendientes de la obra.
El edificio fue declarado monumento histórico, mediante el Decreto Supremo n.º 408, del 29 de octubre de 1991.
Está hecha a imagen y semejanza de la Basílica de Sacré-Cœur de París.

## Historia
En 1911 comenzó la construcción de la cripta de 1.500 m², que fue inaugurada el 15 de junio de 1919. Al año siguiente se continuó con la parte superior de la iglesia, que se entregó para su uso parcial el 22 de marzo de 1931.
Está a cargo de la Congregación del Santísimo Sacramento, fundada por san Pedro Julián Eymard el 12 de junio de 1856; los primeros sacramentinos llegaron a Chile gracias a María Lecaros de Marchant, quien inició las gestiones para que esta orden religiosa se estableciera en nuestro país, lo que se concretó en 1908.
De estilo románico con fuerte influencia bizantina, esta iglesia posee una estructura de hormigón armado que permitió la edificación de la cripta y de una gran cúpula central, situada sobre el altar, que tiene una altura estructural de 69 m (226 ft) y una altura total de 72 m desde el nivel de la cripta.
El conjunto está integrado por dos iglesias, cada una con tres naves. La primera está localizada en el zócalo con forma de cripta y recibe iluminación a través de altos ventanales. La segunda iglesia, la superior, está situada a 1,80 metros sobre el nivel de la vereda.
La iglesia exhibe vitrales que fueron encargados a Francia mientras que en Argentina fue confeccionado el altar mayor. El púlpito tallado y los confesionarios fueron fabricados en los talleres de los padres salesianos, lo mismo que la sillería del coro, donde los religiosos rezan el oficio. Los bancos de la iglesia fueron hechos en los mismos talleres, todo tallado en madera de lingue.
Las puertas de bronce fueron elaboradas por orfebres chilenos. En el dintel escrito en lengua muerta hay una inscripción que dice: "he elegido este lugar para que mi corazón permanezca en él".
El 11 de septiembre de 1926 se firma el contrato para que el escultor Aliro Pereira, de la Escuela de Bellas Artes, esculpa los ángeles adoradores que están en la fachada de la iglesia, el Sagrado Corazón de Jesús al igual que a San Pedro Julián Eymard, que están mirando hacia la Plaza Almagro. Todas estas esculturas están hechas de cemento blanco.
Este templo es votivo nacional, en recuerdo del primer centenario de la independencia del país y desde el 30 de agosto de 1928 es además parroquia.
A raíz del despoblamiento del sector, en 1972 los Sacramentinos perdieron el patio conventual, donde se construyó un centro de entretenimiento conocido como los Juegos Diana.
El terremoto de 1985 derribó la Gran Cruz, además de derrumbar algunos sectores de la cubierta. En 1986 se gestó la idea de restaurarlo con el trabajo gratuito de una constructora y fondos de una institución alemana, lo que se concretó en 1988.

## En la cultura popular

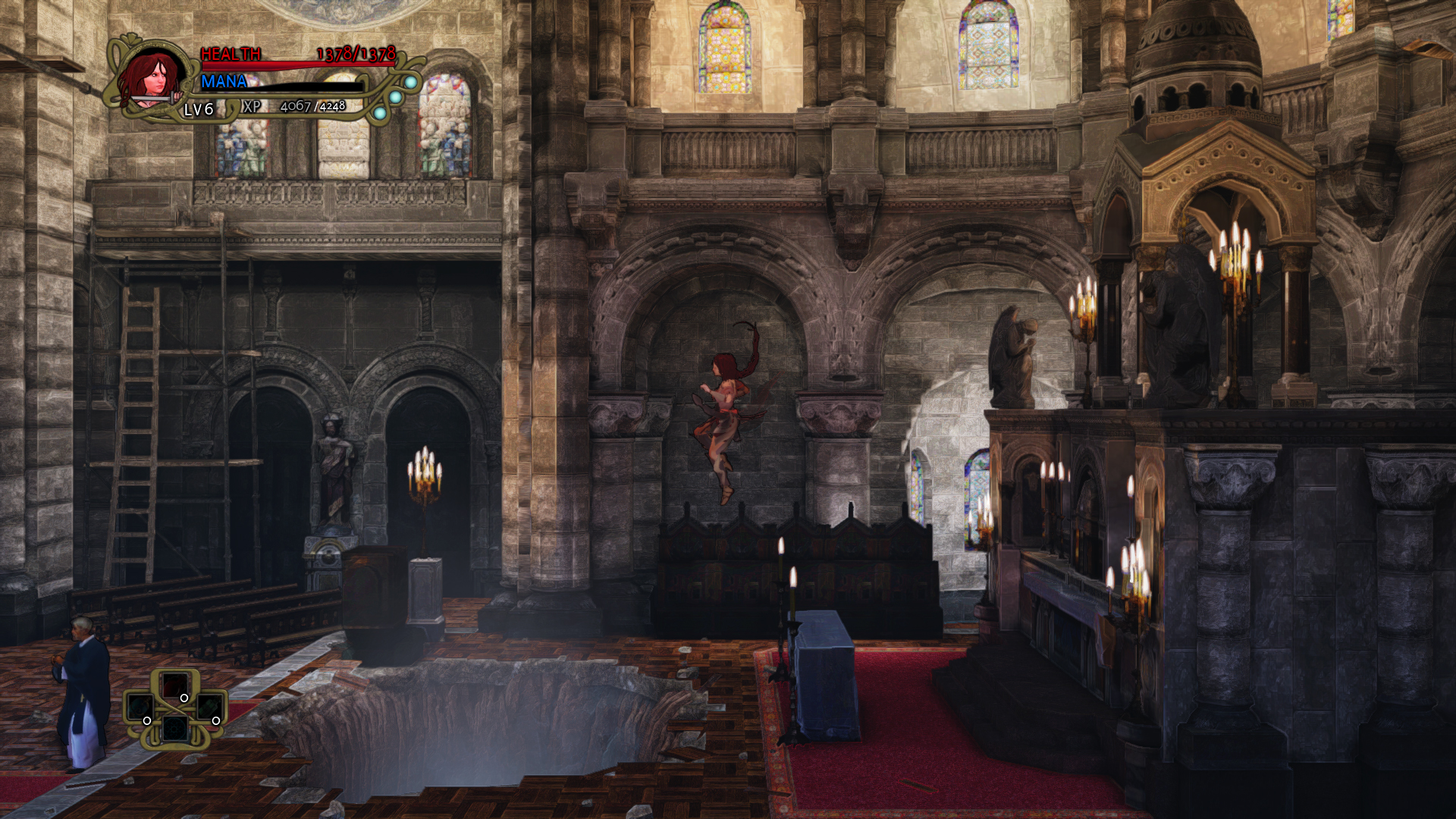
Captura del videojuego Abyss Odyssey muestra el altar y el interior de la Iglesia de los Sacramentinos

### Cine y televisión
Su fachada (no su interior) fue usada en el octavo episodio de la segunda temporada de la serie televisiva Flash (T2: E8: Min.36), de la cadena estadounidense The CW para una batalla entre los superhéroes Barry Allen, Flash, y Oliver Queen, Flecha Verde, contra el mago maligno Hath-Set, Vándalo Salvaje, que transcurre en una iglesia de Ciudad Central. La fachada de los Sacramentinos aparece por no más de 2 segundos.
La Plaza Bernardo Leighton, que enfrenta a esta iglesia y conocida como Plaza de Los Sacramentinos, fue una de las locaciones usadas en la exitosa película chilena “Una Mujer Fantástica”, ganadora del Oscar 2018 en la categoría Mejor Película Extranjera, dirigida por Sebastián Lelio y protagonizada por Daniela Vega.

### Publicaciones
La fachada ha sido utilizada con un montaje visual para la portada de la novela de narrativa histórica, Código Chile del periodista Carlos Basso.

### Videojuegos
El suelo cerca del altar al interior de la iglesia es una de las entradas al abismo en el videojuego de ACE Team llamado Abyss Odyssey.

## Galería

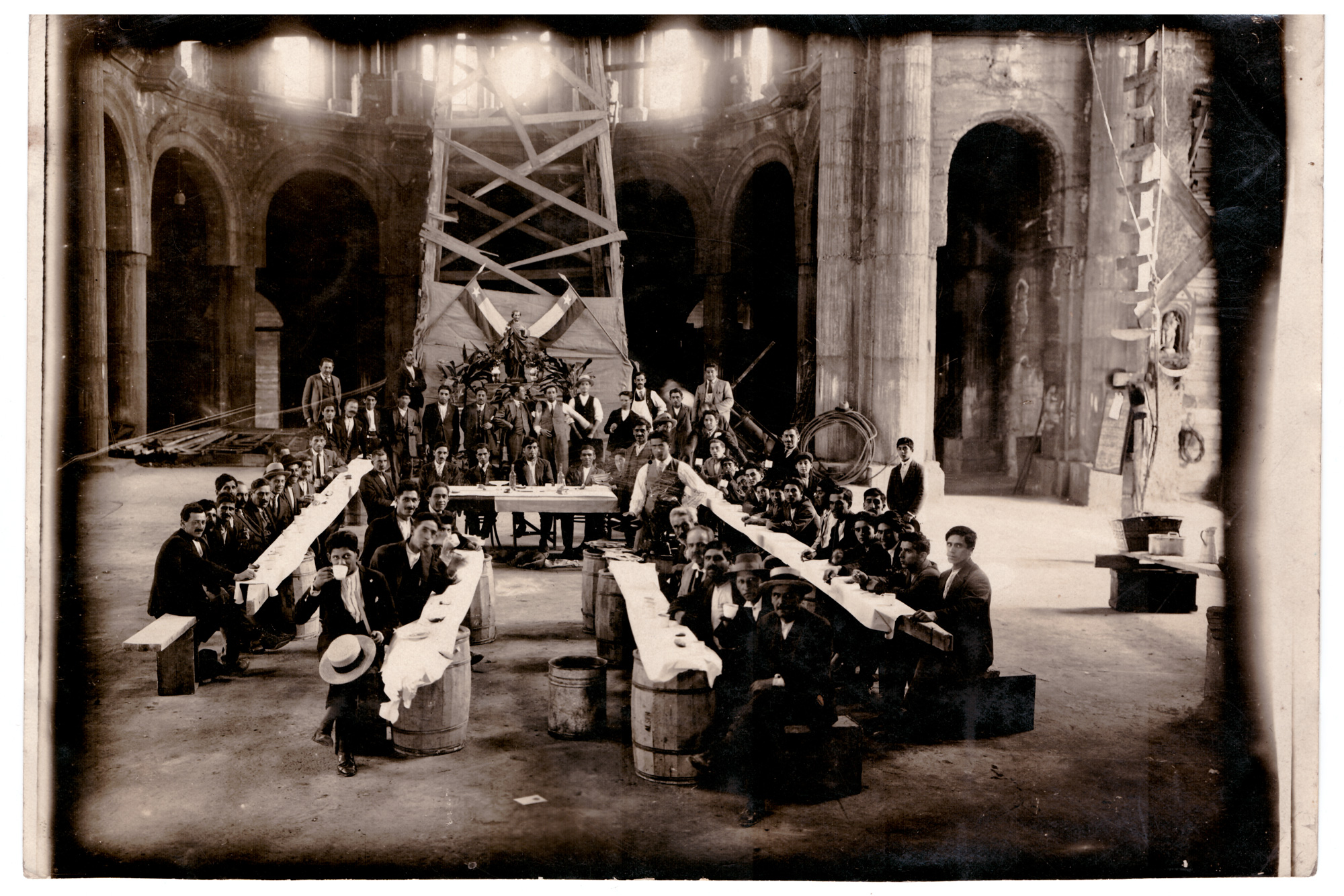
1930. Tijerales de la obra gruesa. Álbum de fotos Familia De la Noi Matamala
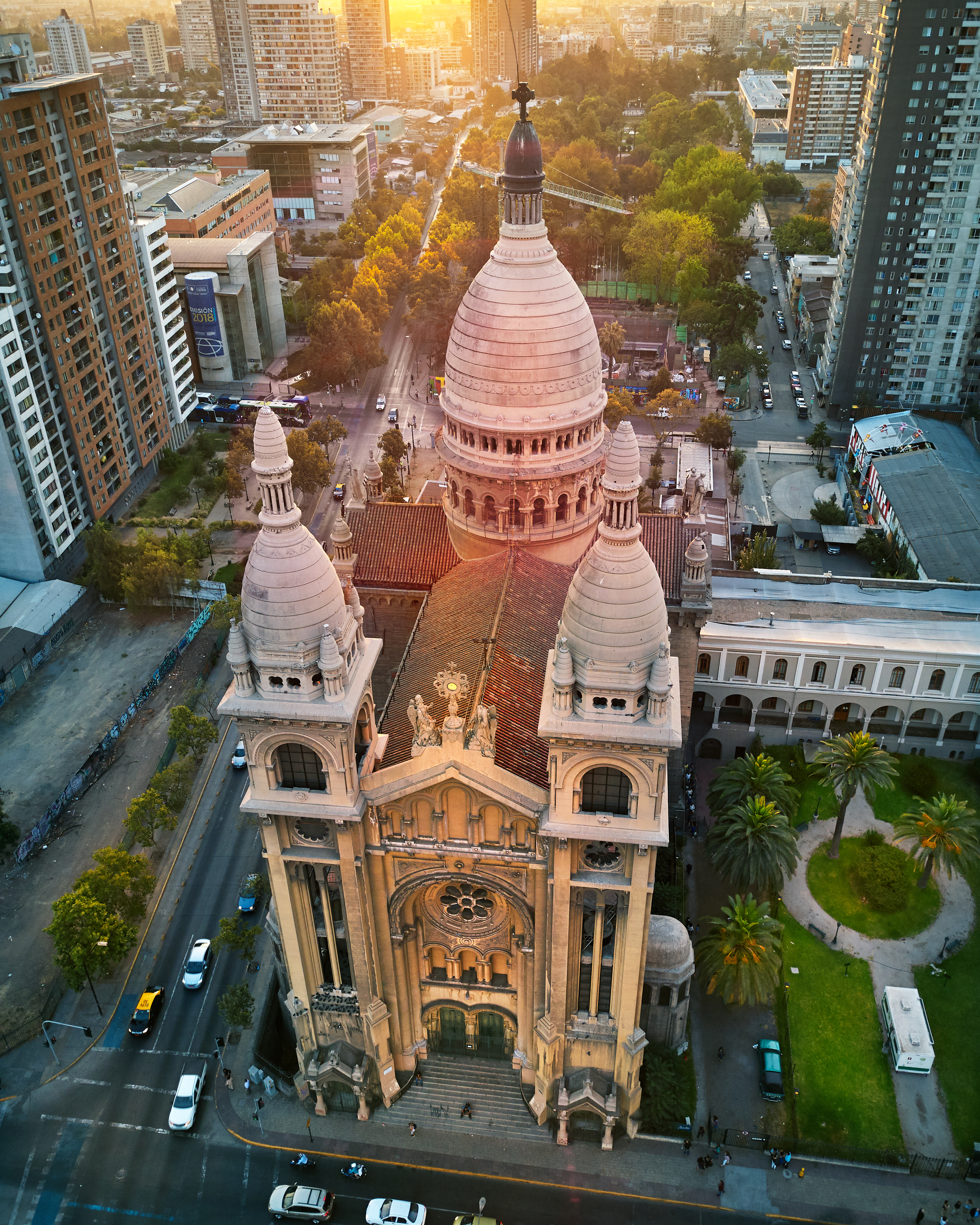
2018. Vista General de a Iglesia y el convento desde el oriente
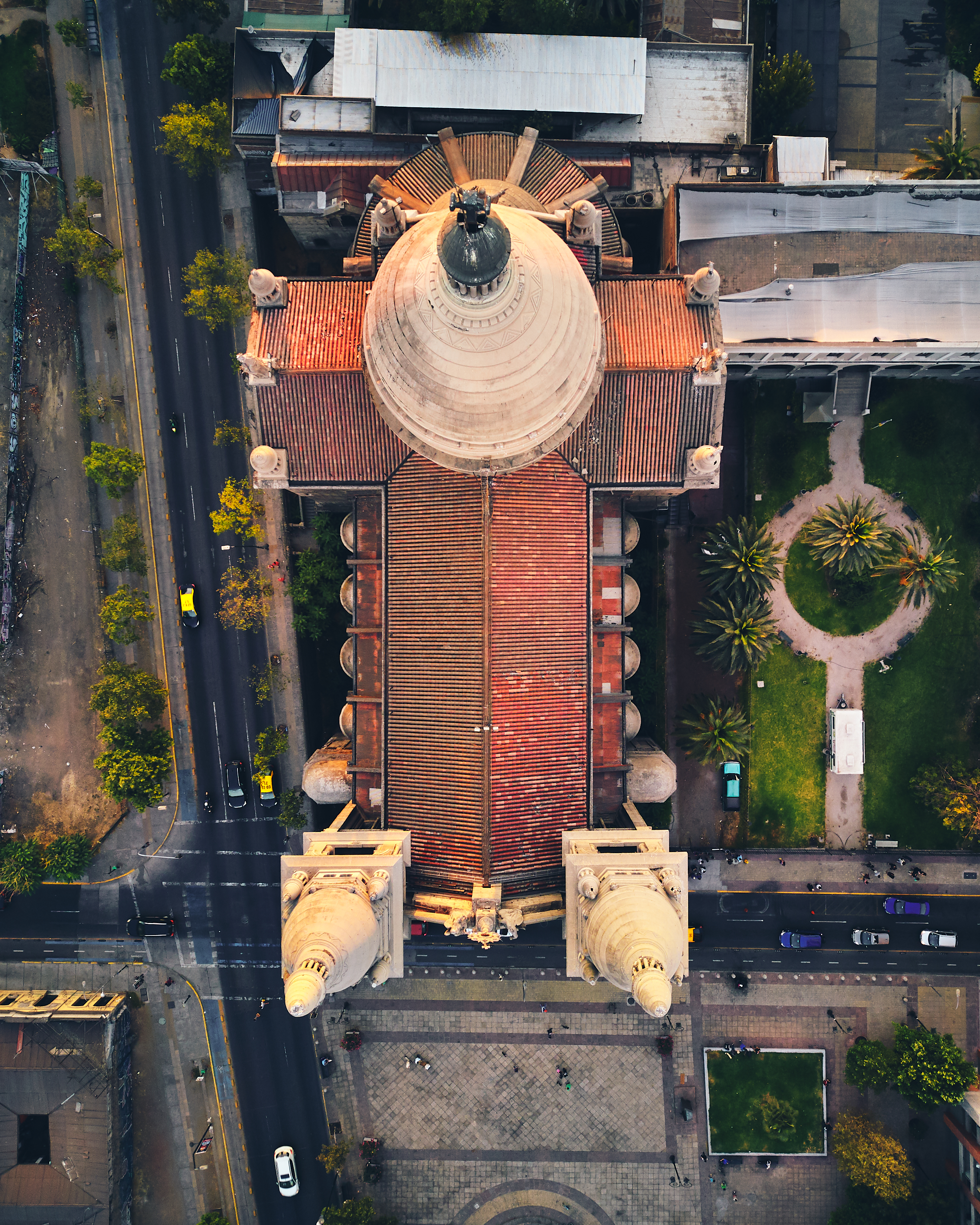
2018. Vista superior de la Iglesia
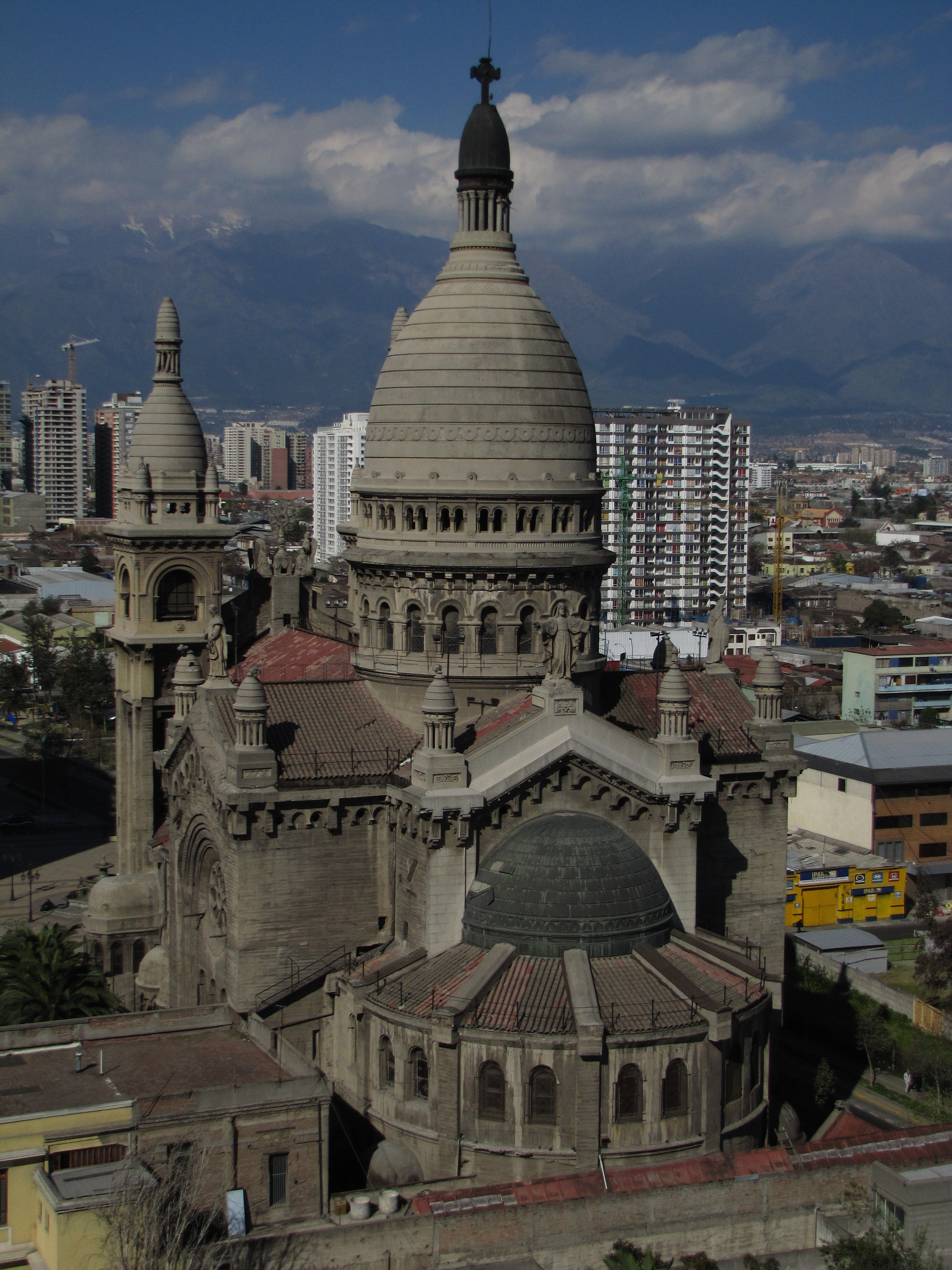
2013. Vista general desde el occidente
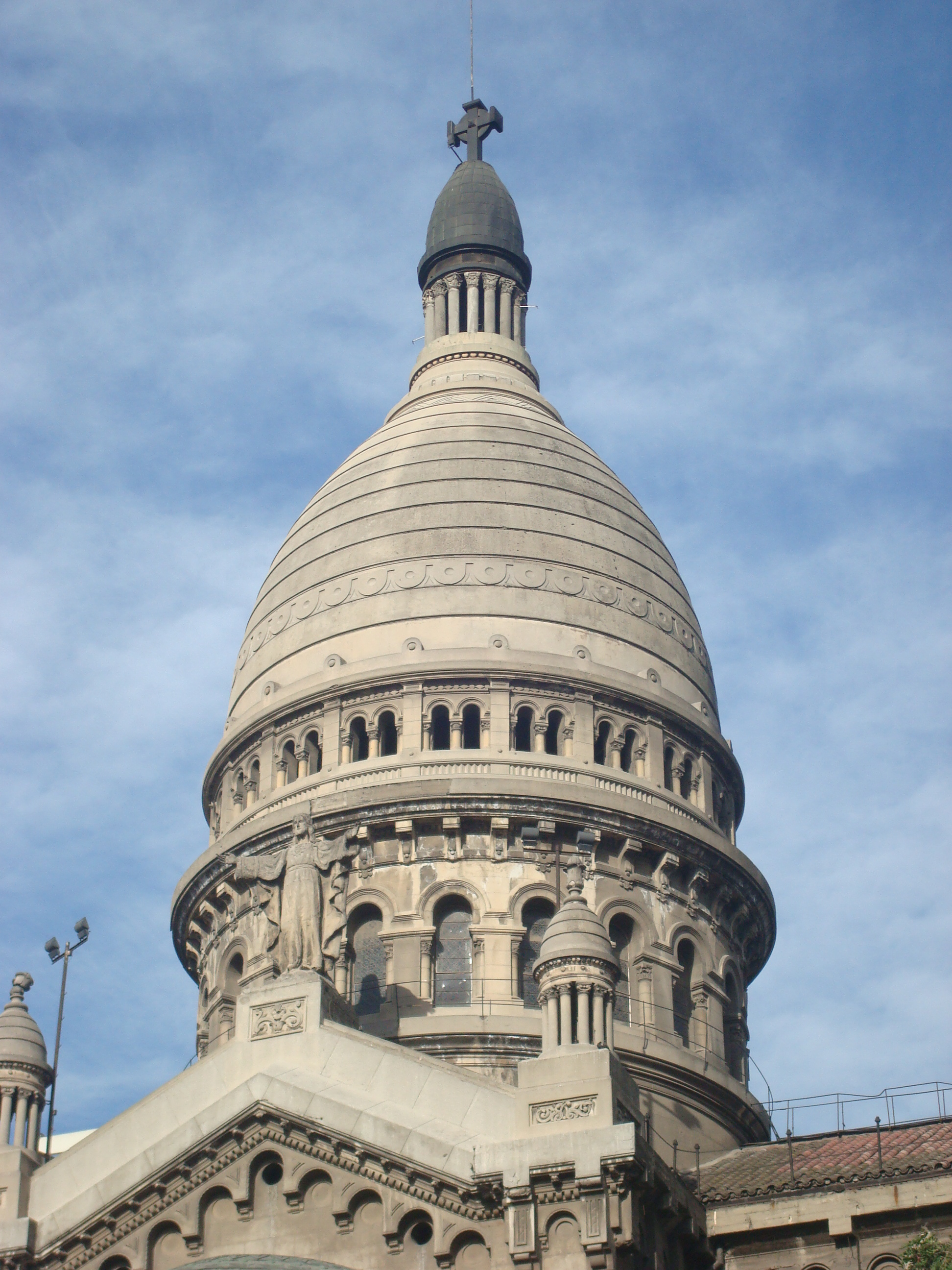
2009. Cúpula central
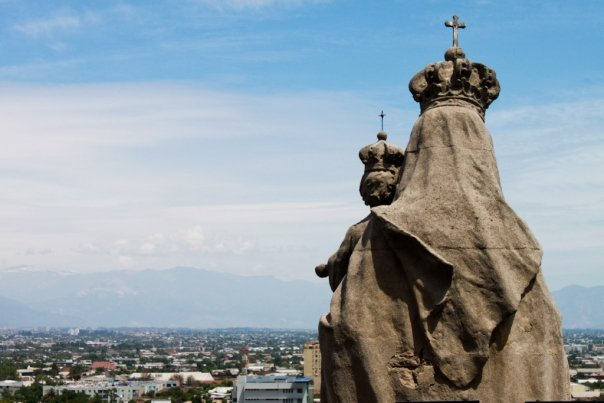
2012. Escultura de la Virgen María hacia el sur
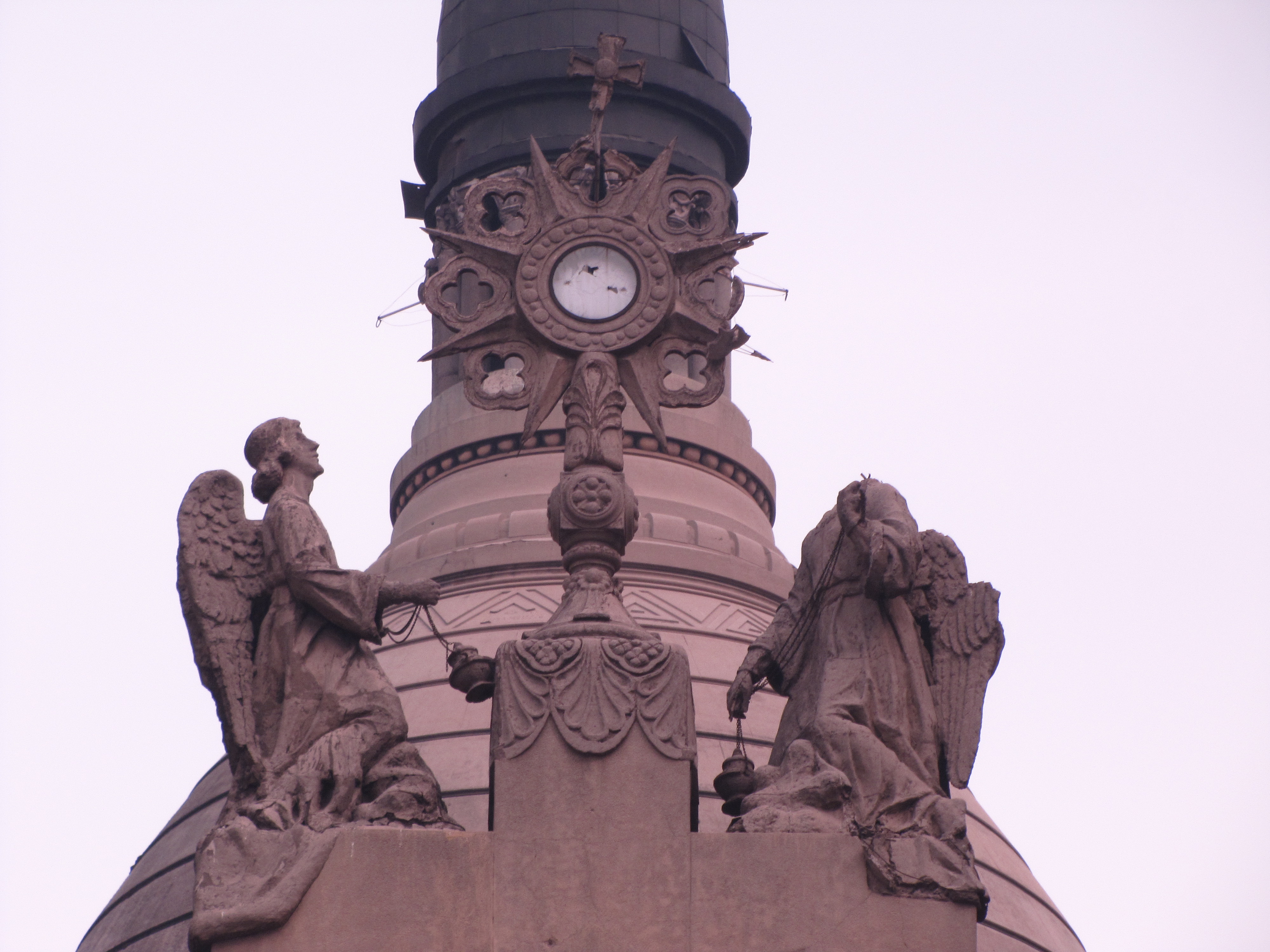
2013. Detalle de esculturas de los ángeles
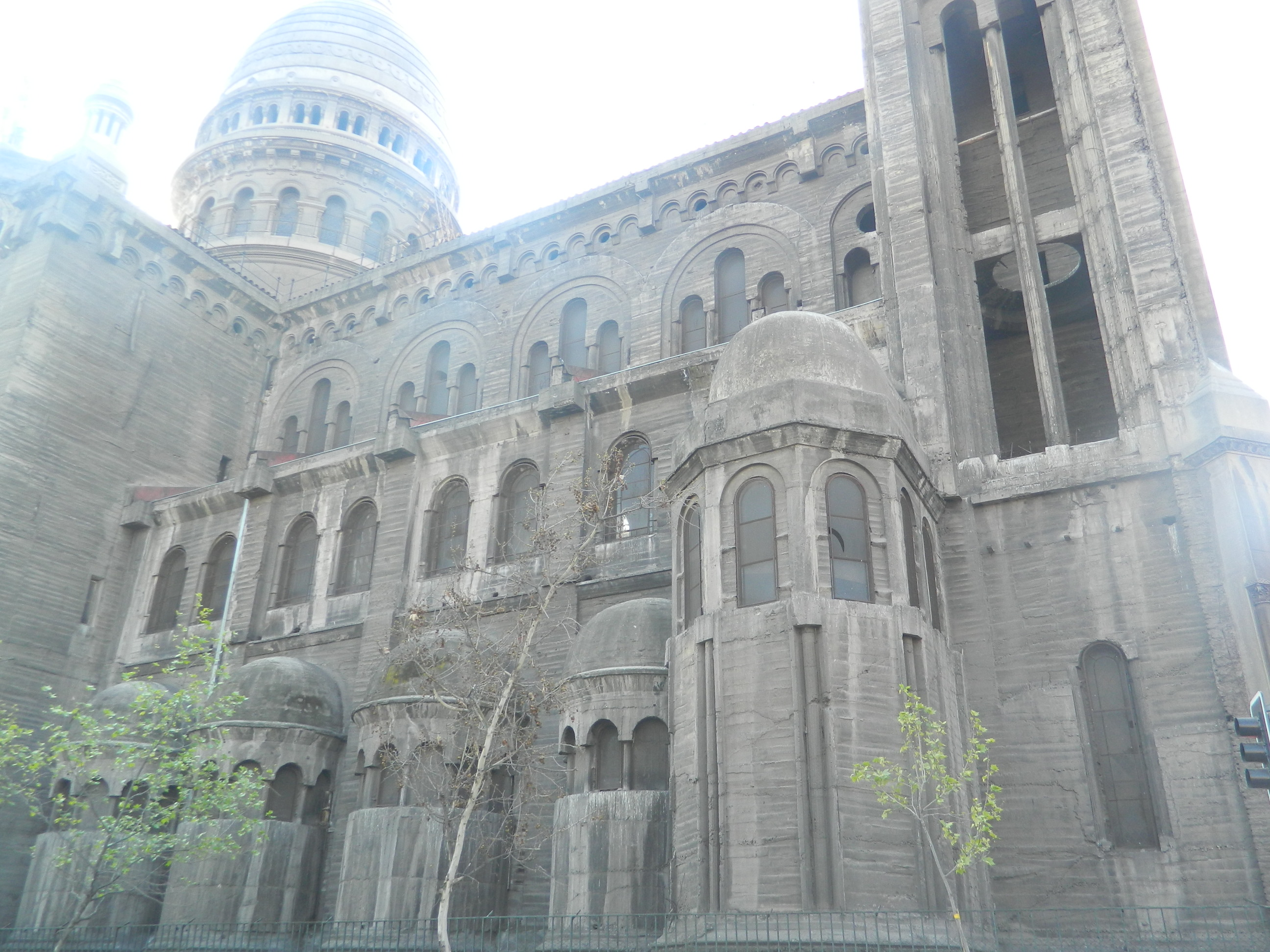
2012. Estructura vista desde Avenida Santa Isabel
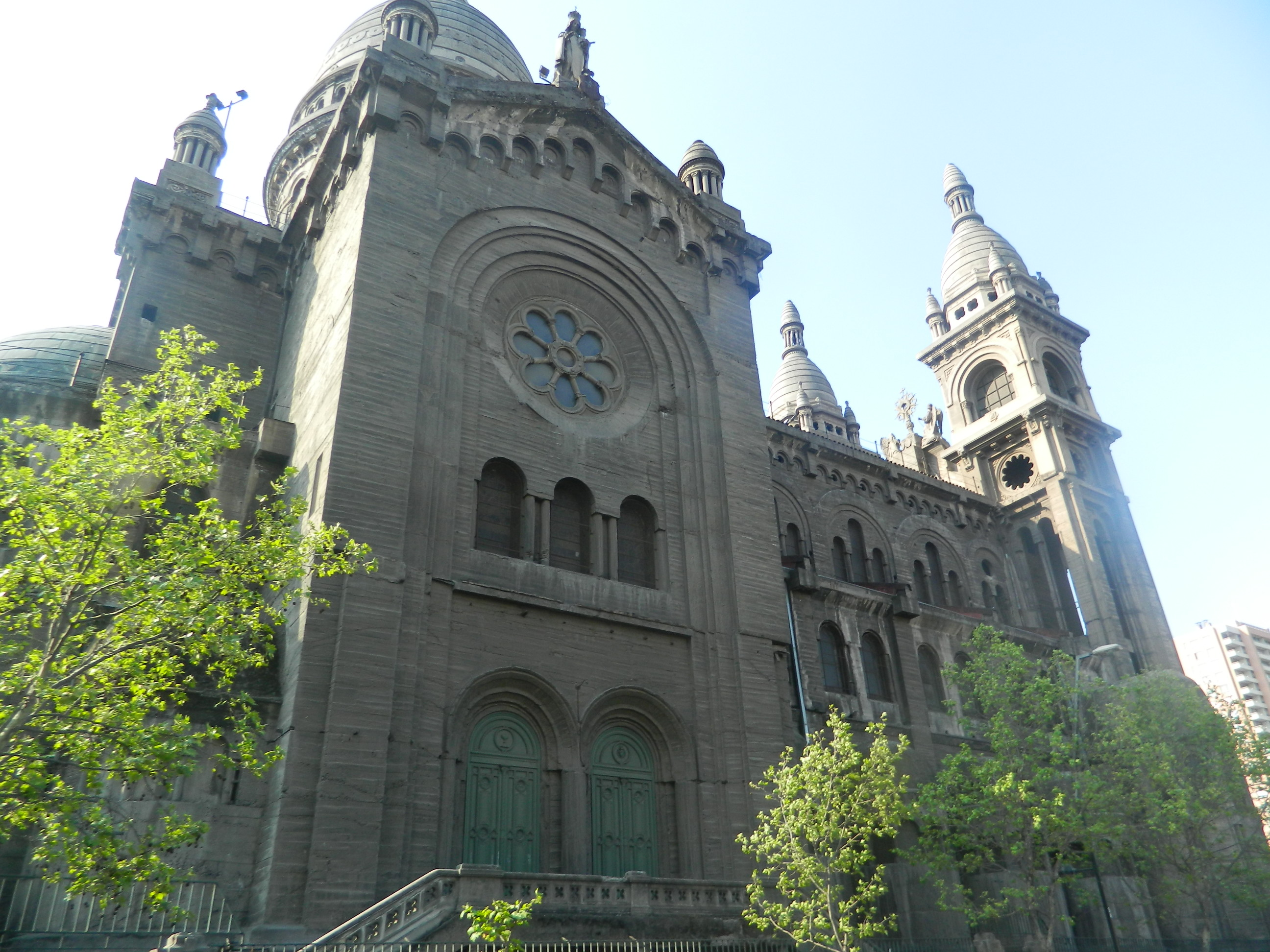
2012. Vista lateral
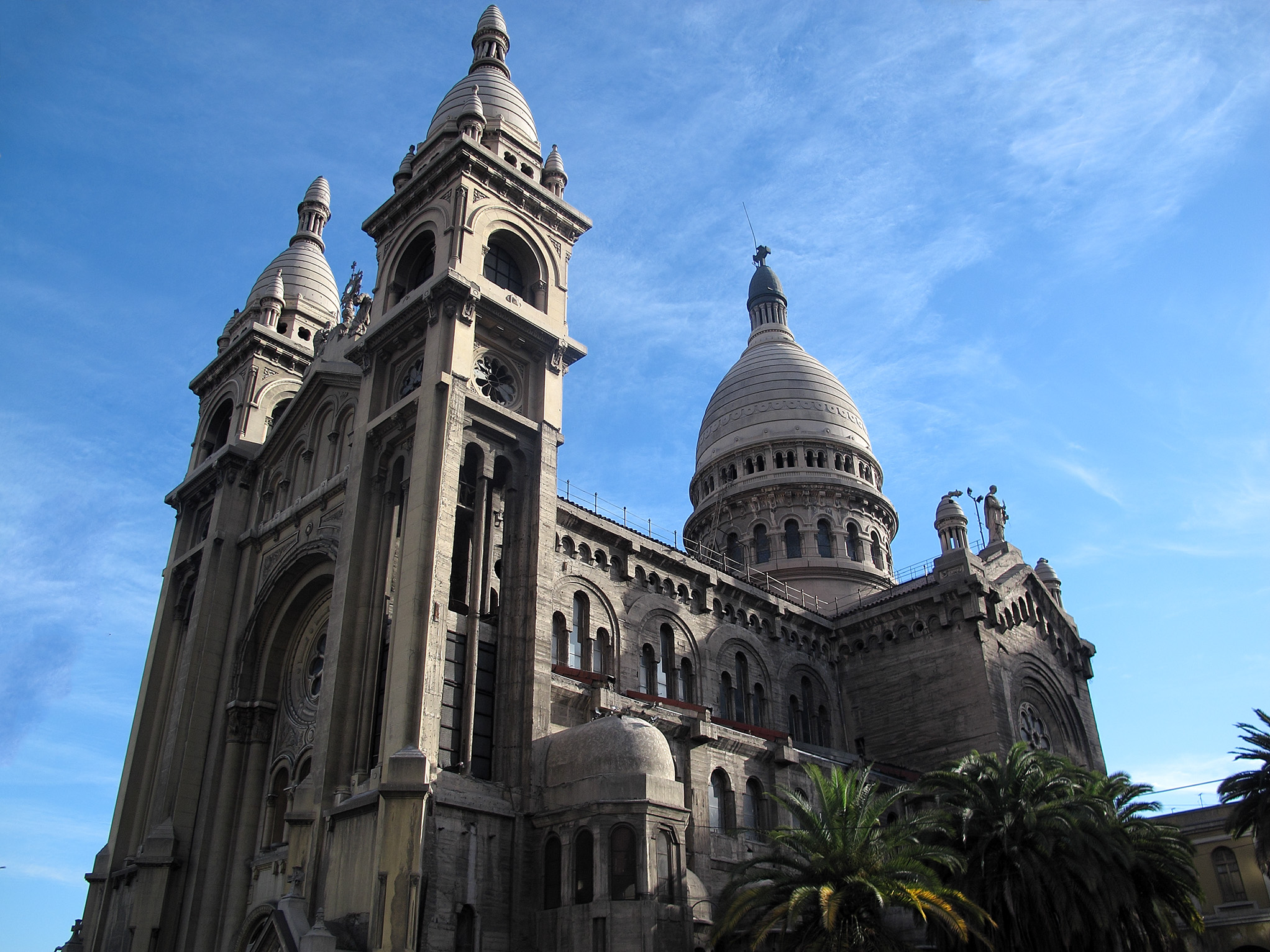
2012. Estructura desde calle Arturo Prat
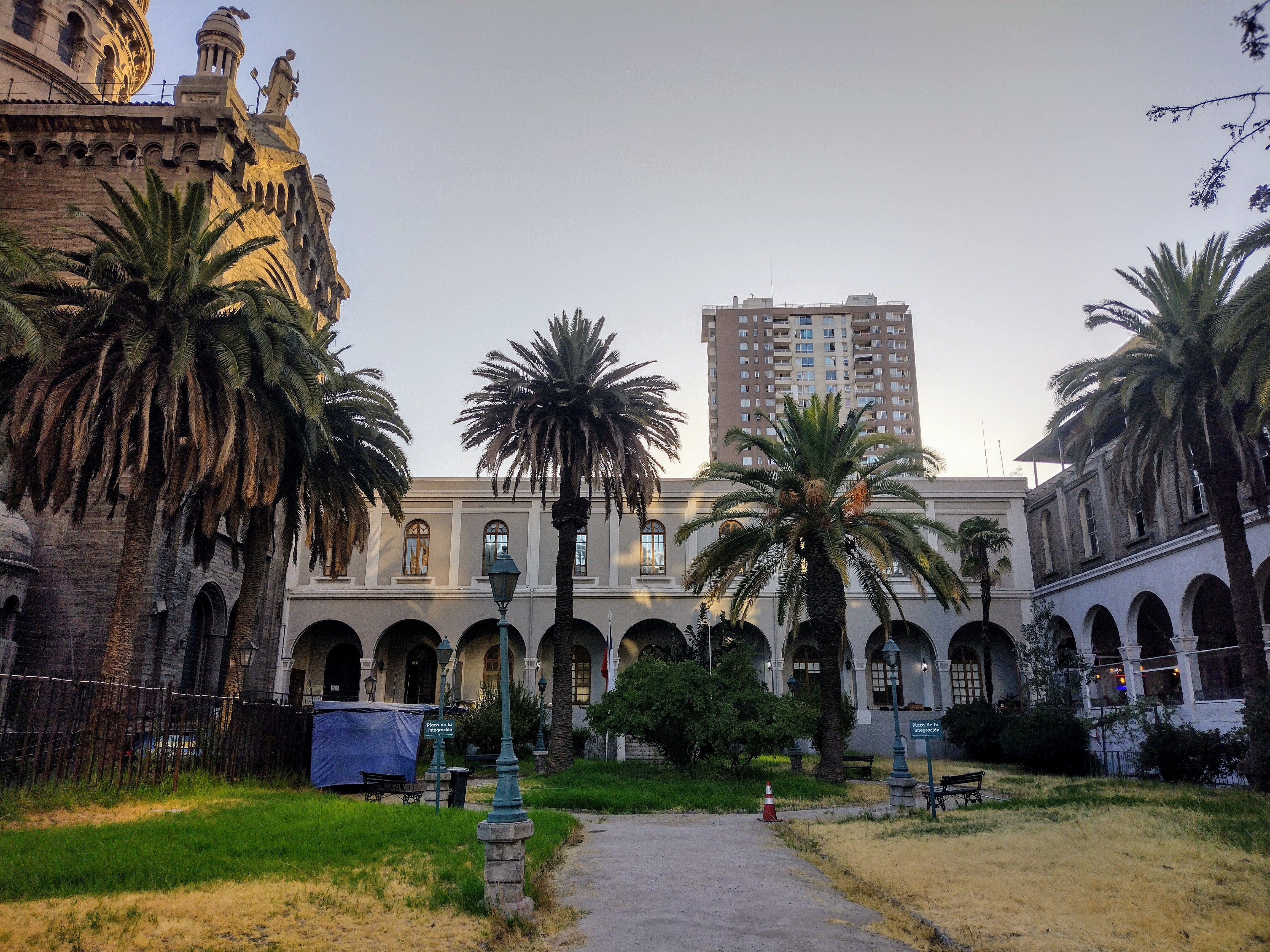
2024. Patio y convento
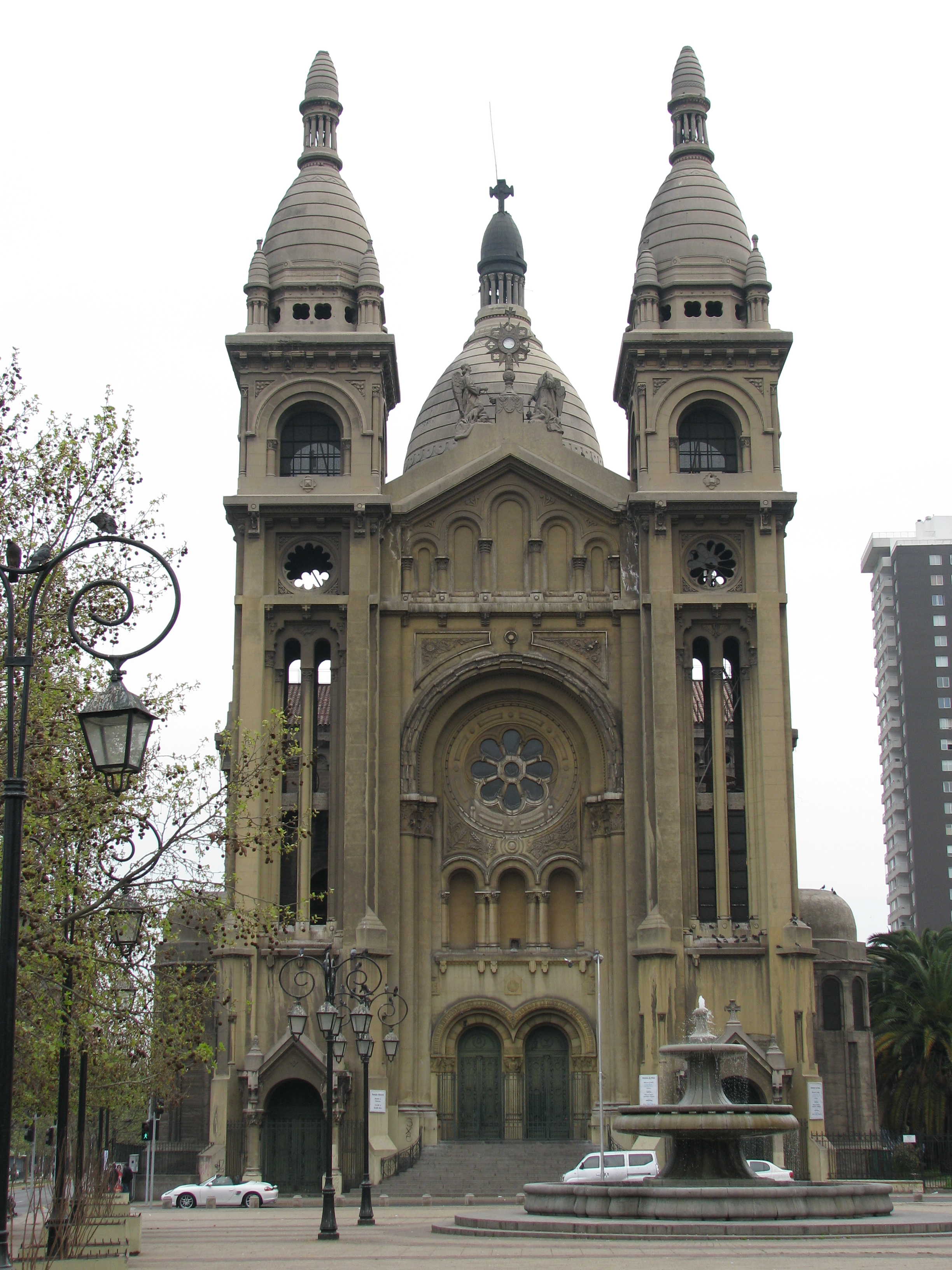
2012. Acceso principal a la iglesia
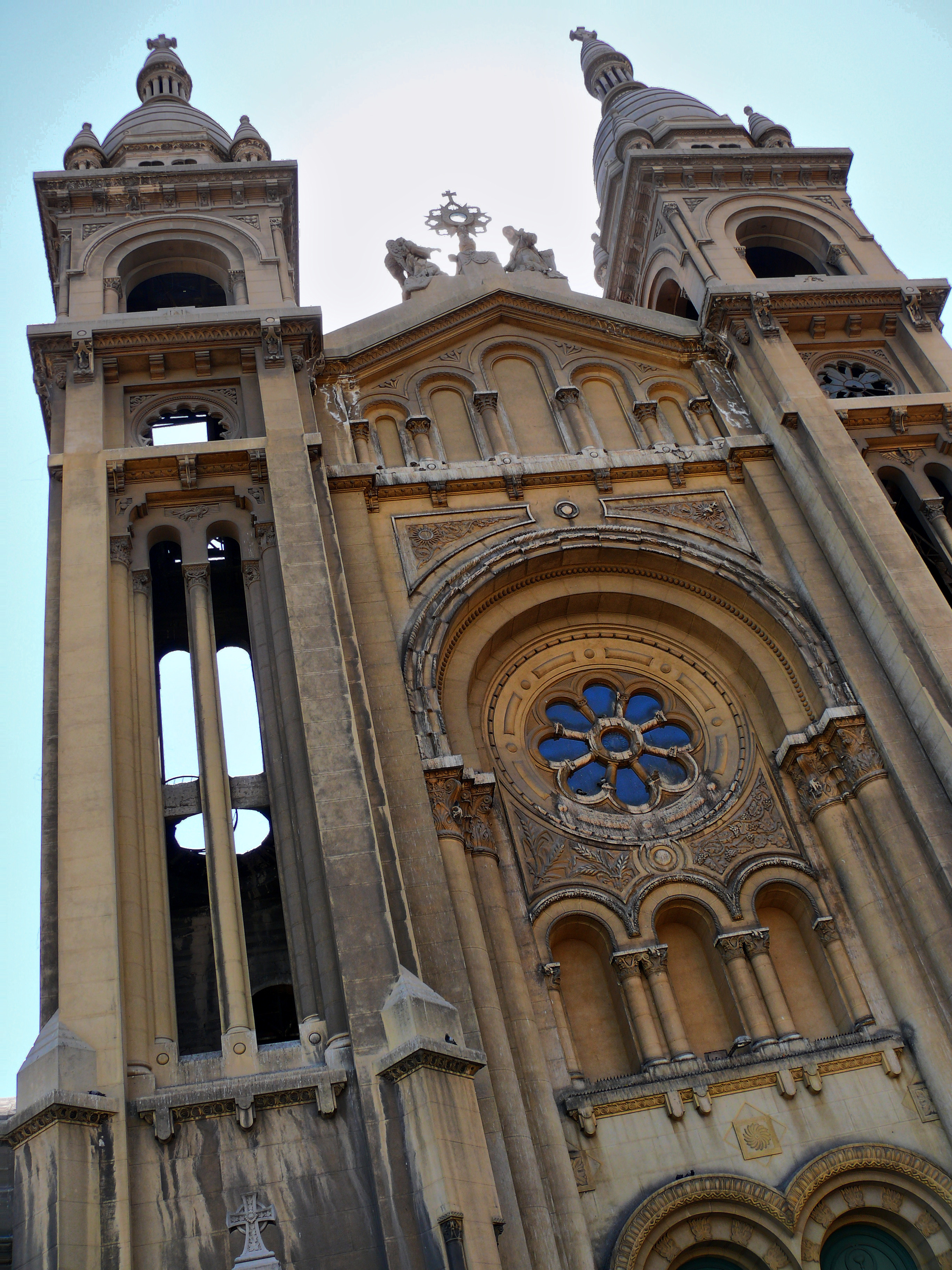
2009. Detalle torres campanario
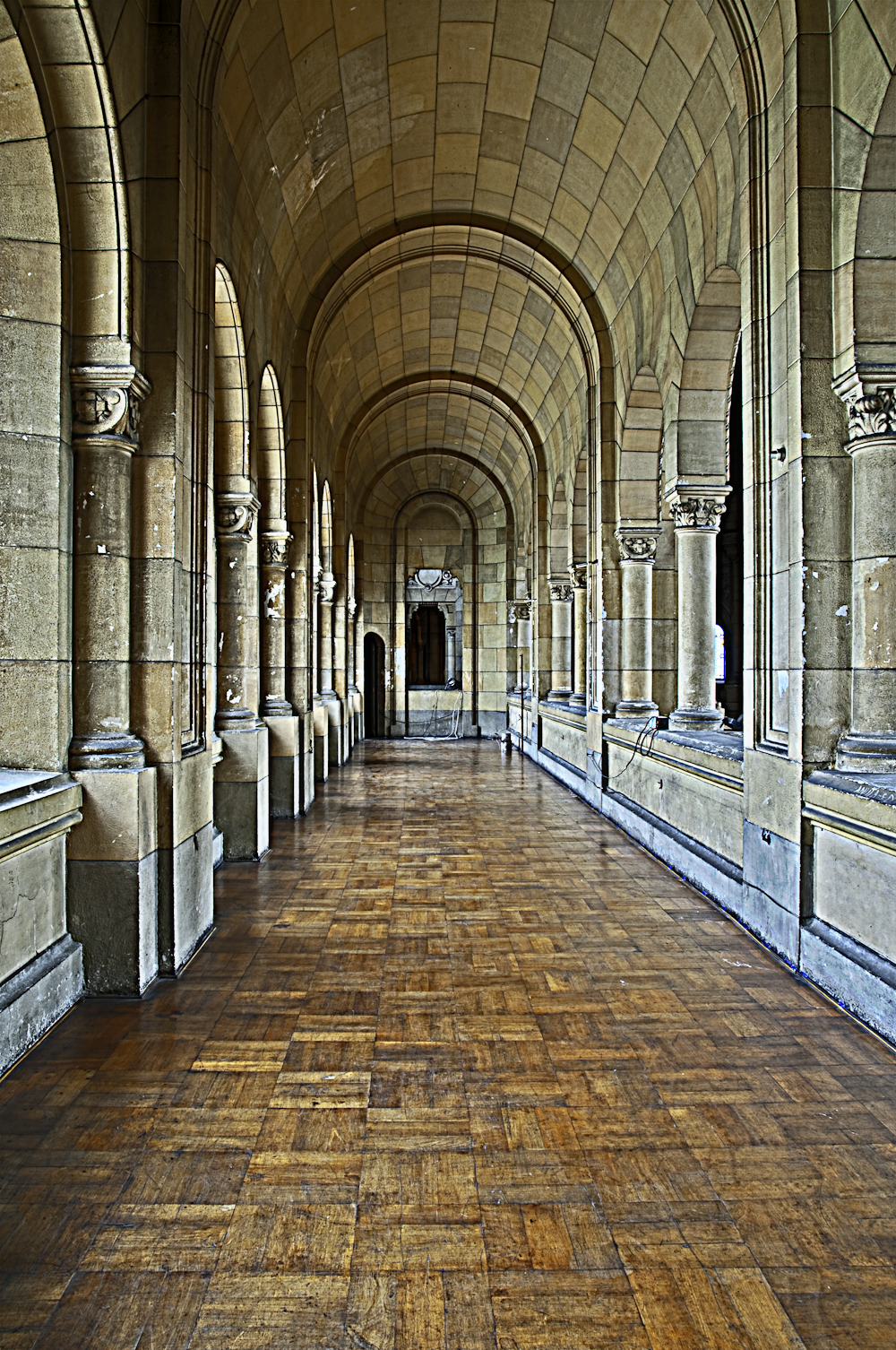
2009. Detalle pasillo
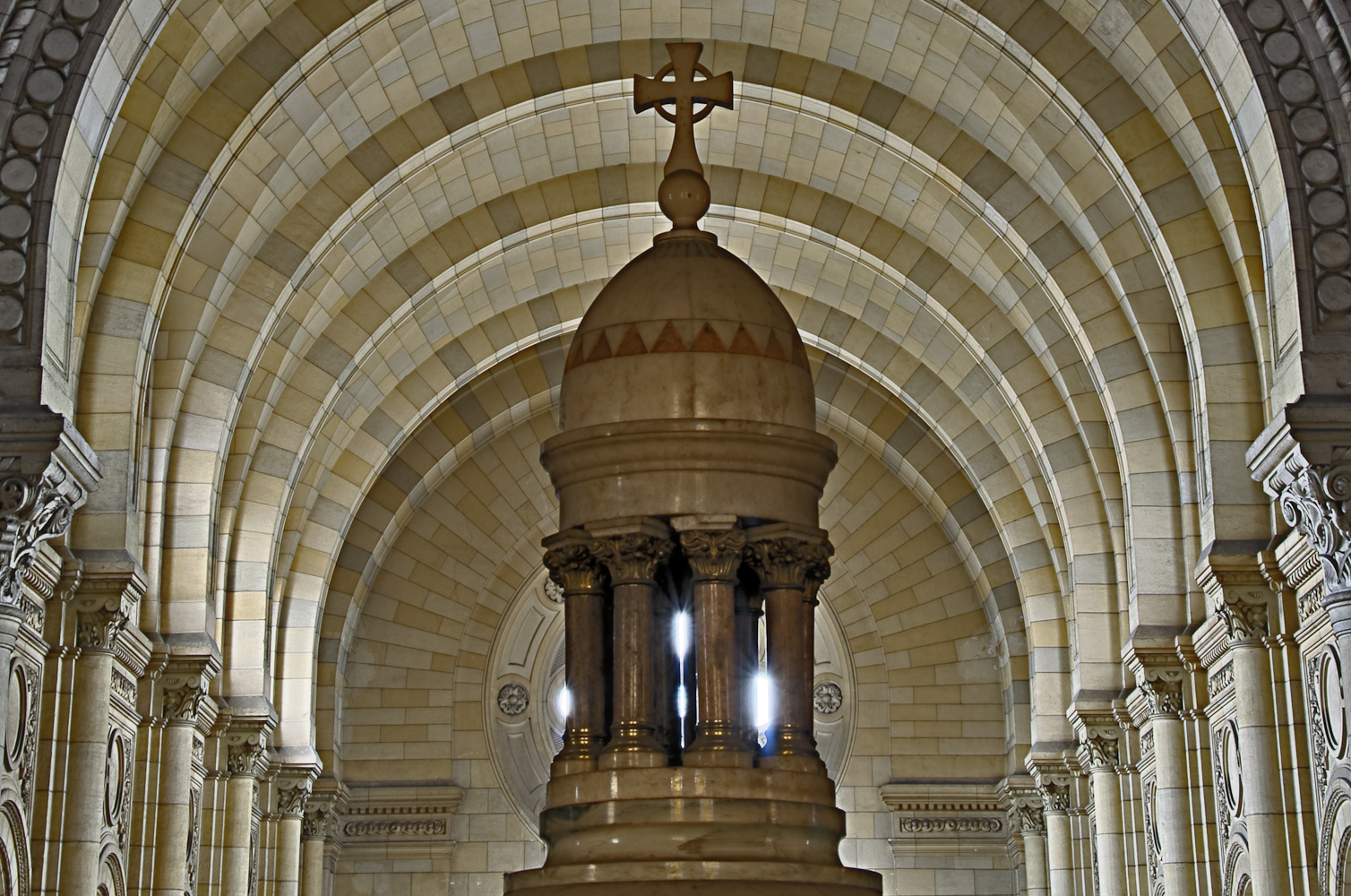
2009. Detalle nave central
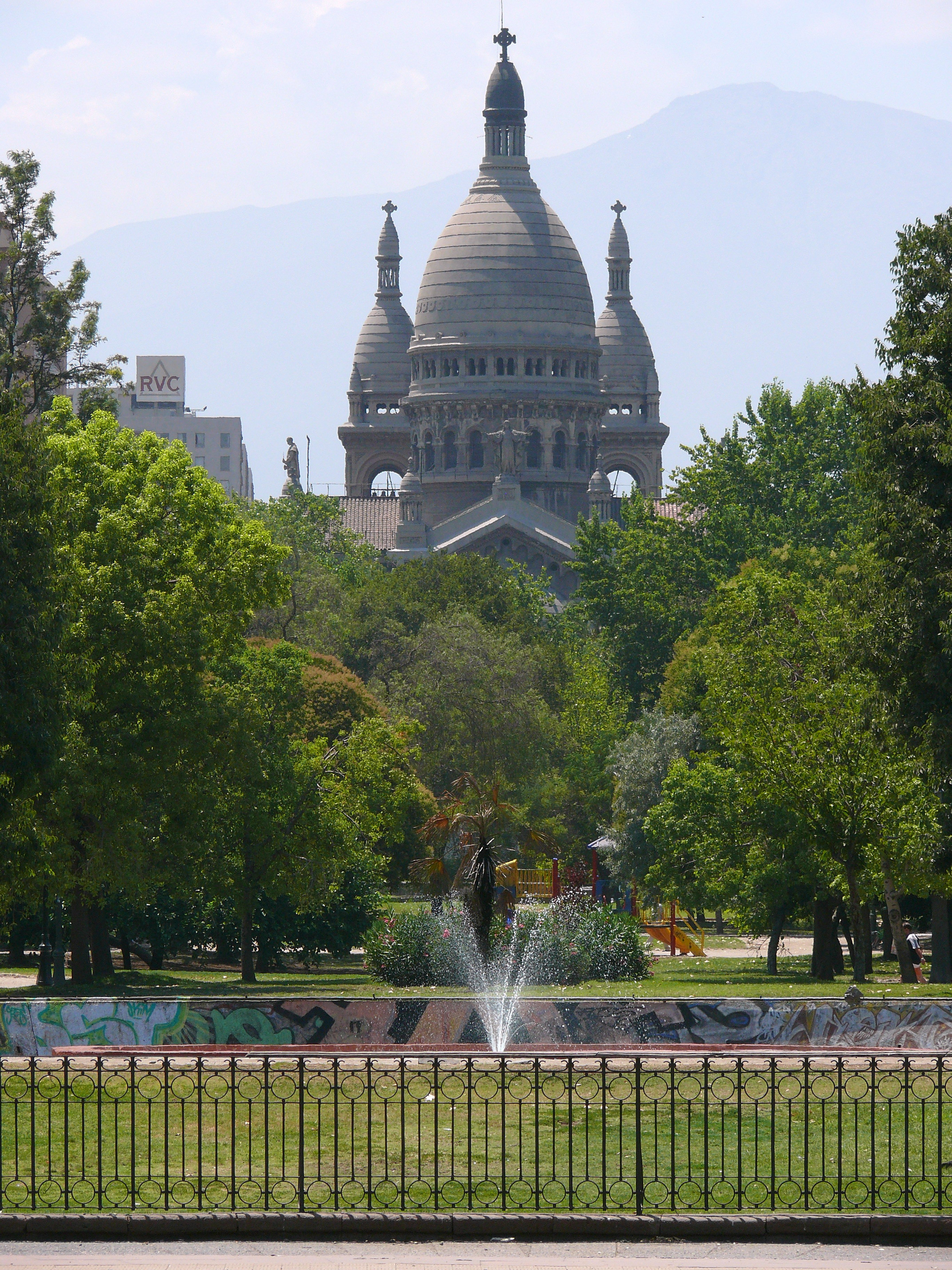
2009. Iglesia coronando el Parque Almagro